# Гутьеррес Фрейре, Хуан Мануэль
Хуан Мануэль Гутьеррес Фрейре (исп. Juan Manuel Gutiérrez Freire; 15 февраля 2000) — уругвайский футболист, полузащитник клуба «Насьональ» и сборной Уругвая до 17 лет.

## Клубная карьера
Воспитанник футбольной академии клуба «Данубио». В основном составе клуба из Монтевидео дебютировал 16 мая 2018 года в матче Примеры Уругвая против «Монтевидео Уондерерс». Всего в чемпионате Уругвая 2018 года Гутьеррес провёл 5 матчей (во всех случаях — после выхода на замену). 12 февраля 2019 года дебютировал в ответном матче второго квалификационного этапа Кубка Либертадорес против бразильского «Атлетико Минейро».

## Карьера в сборной
В начале 2019 года получил вызов в сборную Уругвая до 17 лет на предстоящий чемпионат Южной Америки для игроков до 17 лет в Перу. 19 февраля в товарищеском матче против сборной Бразилии рамках подготовки к чемпионату Южной Америки забил свой первый гол за сборную до 17 лет.